# NGC 3730
NGC 3730 é uma galáxia elíptica (E) localizada na direcção da constelação de Crater. Possui uma declinação de -09° 34' 34" e uma ascensão recta de 11 horas, 34 minutos e 16,9 segundos.
A galáxia NGC 3730 foi descoberta em 1880.